# Алтей коноплёвый

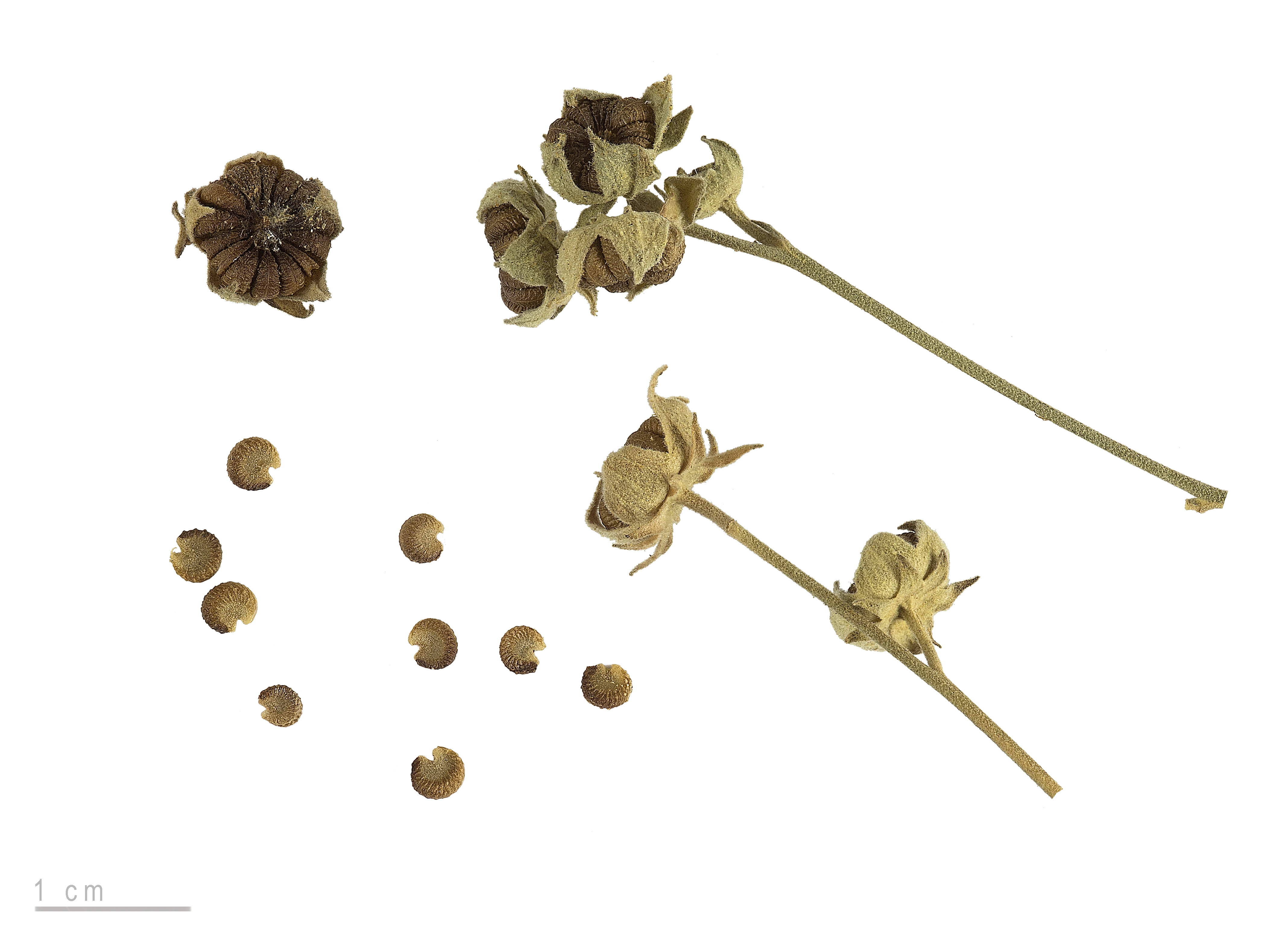
Althaea cannabina - Тулузский музеум

Алте́й коноплёвый (лат. Althaea cannabina) — многолетнее травянистое растение, вид рода Алтей (Althaea) семейства Мальвовые (Malvaceae).

## Распространение и экология
Ареал вида охватывает Центральную и Южную Европу, Средний и Ближний Восток (без африканской части) и Среднюю Азию.
Растёт в светлых, широколиственных, реже в сосновых лесах, по опушкам, заросли кустарников (кизильники, держи-дерево и др.), особенно на каменистых, меловых и известняковых склонах, лугах, редко в ковыльно-разнотравных степях, а также по сорным местам, дорогам, пустырям, выгонам и паркам.

## Ботаническое описание
Растение высотой 50—180 см, сильно прутьевидно-ветвистое. Корни толстоватые. Стебель большей частью прямой, цилиндрический, от самого основания опушённый.
Листья на черешках, которые у средних листьев длиной 1—6 см. Пластинки верхних и, отчасти, средних листьев коноплёвиднолистные, длиной 4—12 см, шириной 3—13 см, до основания рассеченные на три ланцетно-продолговатых, к основанию суженных сегмента, по краю крупно и неровно пильчатых; у боковых сегментов близ основания отходит по линейно-продолговатой или продолговатой, отклонённой в сторону и несколько вниз доле, из-за чего лист кажется пятирассечённым; самые верхние — лишены последних долей. Пластинки нижних листьев, часто, гераниевиднолистные, пятираздельные с широко продолговатыми или почти овальными долями. Прилистники линейные, опадающие.
Цветки в пазухах листьев, одиночные, на длинных, часто отклонённых цветоножках длиной до 10 см, или же на длинных цветоносах длиной до 20 см, несущих наверху 2—3 цветка. Подчашия длиной 5—10 мм, состоят из 7—9 ланцетных или продолговатых листочков, на треть, редко до половины у основания сросшихся, наверху заострённых. Чашечка длиной 8—12 мм, до 2/3 раздельная на широко, реже продолговато-яйцевидные, наверху остроконечно-вытянутые доли. Венчик красный или красновато-лиловый, в 2—3 раза превышает чашечку. Лепестки длиной 18—20 мм и шириной 10—15 мм, широко или продолговато-обратнояйцевидные, наверху неглубоко выемчатые.
Плоды в поперечнике 7—9 мм, состоят из 12—16 плодиков, голых по всей спинке, посередине с явным валиком и рельефной поперечной морщинистостью, высотой 3—3,5 мм, шириной 2,5—3 мм, на спинке шириной 1—2 мм. Семена тёмно-бурые или серовато-буроватые, почковидные, длиной 2,5—3 мм, шириной 2—2,5 мм, голые, покрытые светлыми мелкими бородавочками.
Цветёт в июне — сентябре. Плодоносит в июле — октябре.

## Таксономия
Вид Алтей коноплёвый входит в род Алтей (Althaea) трибы Malveae подсемейства Malvoideae семейства Мальвовые (Malvaceae) порядка Мальвоцветные (Malvales).
|  |                       |  |                                           |                                           |                         |  | ещё 8 подсемейств (согласно Системе APG II) | ещё 8 подсемейств (согласно Системе APG II) |                                       |  |  |  | ещё около 70 родов | ещё около 70 родов   |  |  |
|  |                       |  |                                           |                                           |                         |  | ещё 8 подсемейств (согласно Системе APG II) | ещё 8 подсемейств (согласно Системе APG II) |                                       |  |  |  | ещё около 70 родов | ещё около 70 родов   |  |  |
|  |                       |  |                                           | семейство Мальвовые                       |                         |  |                                             |                                             | триба Malveae                         |  |  |  |                    | вид Алтей коноплёвый |  |  |
|  |                       |  |                                           | семейство Мальвовые                       |                         |  |                                             |                                             | триба Malveae                         |  |  |  |                    | вид Алтей коноплёвый |  |  |
|  | порядок Мальвоцветные |  |                                           |                                           | подсемейство Malvoideae |  |                                             |                                             | род Алтей                             |  |  |  |                    |                      |  |  |
|  | порядок Мальвоцветные |  |                                           |                                           |                         |  |                                             |                                             |                                       |  |  |  |                    |                      |  |  |
|  |                       |  | ещё 10 семейств (согласно Системе APG II) | ещё 10 семейств (согласно Системе APG II) |                         |  |                                             | ещё 3 трибы (согласно Системе APG II)       | ещё 3 трибы (согласно Системе APG II) |  |  |  | ещё около 12 видов |                      |  |  |
|  |                       |  |                                           | ещё 10 семейств (согласно Системе APG II) |                         |  |                                             |                                             | ещё 3 трибы (согласно Системе APG II) |  |  |  |                    |                      |  |  |